# Darmaraja (Darmaraja)
Darmaraja is een bestuurslaag in het regentschap Sumedang van de provincie West-Java, Indonesië. Darmaraja telt 3529 inwoners (volkstelling 2010).